# Dorothy E. Tuthill
Dorothy E. Tuthill () es una botánica, micóloga, taxónoma, conservadora, y exploradora estadounidense.
En 2002, obtuvo el doctorado por la Universidad de Wyoming.
Desarrolla actividades académicas y científicas en el Instituto de Biodiversidad, de la Universidad de Wyoming, como directora adjunta y coordinadora de educación. Y, en el Departamento de Botánica de la misma casa de altos estudios, Laramie, Wyoming, y del Marie Selby Botanical Gardens, de Sarasota, Florida.

## Algunas publicaciones
- dorothy e. Tuthill. 2014. Preliminary Checklist of Lichens Reported from Wyoming. Monographs of the Western North American Naturalist 6 (1): 1 - 19. DOI: 10.2307/23375560

- s. Mansouri, j. Houbraken, r.a. Samson, j.c. Frisvad, m. Christensen, dorothy e. Tuthill, s. Koutaniemi, a. Hatakka, p. Lankinen. 2013. Penicillium subrubescens, a new species efficiently producing inulinase. Antonie van Leeuwenhoek 103: 1343 –1357 DOI 10.1007/s10482-013-9915-

- leandro de oliveira furtado De Sousa, tânia Wendt, gregory k. Brown, dorothy e. Tuthill, timothy m. Evans. 2007. Monophyly and Phylogenetic Relationships in Lymania (Bromeliaceae: Bromelioideae) Based on Morphology and Chloroplast DNA Sequences. Systematic Botany 32: 264-270

- Carlos a. Palací, gregory k. Brown, dorothy e. Tuthill. 2004. The Seeds of Catopsis (Bromeliaceae: Tillandsioideae). Systematic Botany 29 (3): 518-527.

- dorothy e. Tuthill, . 2003. Inter-simple sequence repeat (ISSR) variation in three populations of Gaura neomexicana ssp. coloradensis (Onagraceae), F.E. Warren Air Force Base, Cheyenne, Wyoming. Western North American Naturalist 63 (2): 251 - 257.

- dorothy e. Tuthill, j.c. Frisvad, m. Christensen. 2001. Systematics of Penicillium simplicissimum based on rDNA sequences, morphology and secondary metabolites. Mycologia 93: 298 – 308.

- m. Christensen, j.c. Frisvad, dorothy e. Tuthill. 2000. Penicillium species diversity in soil and some taxonomic and ecologi-cal notes. En: Samson RA, Pitt JI (eds.) Integration of modern taxonomic methods for Penicillium and Aspergil-usclassification. Harwood Academic Publishers, Amsterdam, p 309 – 32'.

### Libros
- amy a. Fluet, jennifer s. Thompson, dorothy e. Tuthill, brenna r. Marsicek. 2014. Plants with Altitude: Regionally Native Plants for Wyoming Gardens, 66 p.[6]

- dorothy e. Tuthill. 2002. Species and Speciation in Penicillium Link. Publicó University of Wyoming, 450 p.

### Capítulos de libros
- SOUSA, L. O. F.; WENDT, T.; G. K. BROWN; TUTHILL, D. E.; EVANS, T. M. 2006. Monophyly and Phylogenetic relationships in Lymania (Bromeliaceae: Bromelioideae) based on Morphology and Chloroplast DNA sequences. In: Botany, Chico, USA, p. ID 664

- martha Christensen, dorothy e. Tuthill. 1986. Aspergillus: An Overview. En: Advances in Penicillium and Aspergillus Systematics 102, series NATO ASI p, 195 - 209. Editores: Robert A. Samson, John I. Pitt ISBN 978-1-4419-3204-4

- La abreviatura «Tuthill» se emplea para indicar a Dorothy E. Tuthill como autoridad en la descripción y clasificación científica de los vegetales.[7]